# Charles Douw van der Krap
Charles Louis Jean François "Siki" Douw van der Krap (Soerabaja, 8 oktober 1908 – Wassenaar, 9 december 1995) was een Nederlands marineofficier en verzetsstrijder tijdens de Tweede Wereldoorlog.

## Jeugd en opleiding
Douw van der Krap werd geboren in Soerabaja, Nederlands-Indië, als zoon van een koffieplanter. In 1925 ging hij naar het Koninklijk Instituut voor de Marine, waar hij in 1929 afstudeerde en waarna hij als waarnemer/navigator geplaatst werd bij de Marine Luchtvaartdienst. Vervolgens werd hij in Nederlands-Indië gestationeerd op vliegkamp Moro-Krembangan op Java. In 1939 keerde hij terug in Nederland, waar hij aan de vooravond van de Tweede Wereldoorlog het commando kreeg over de rivierkanonneerboot "Balder" om de mijnenvelden van het zeegat Goeree te bewaken.

## Oorlog en gevangenschap
Bij aanvang van de Duitse aanval op Nederland in 1940 lag zijn schip voor reparatie in een droogdok in Rotterdam. Hij werd ingekwartierd bij een familie aan het Haringvliet. Douw van der Krap zag vanuit zijn raam Duitse parachutisten neerkomen. Hij zag hoe twaalf Heinkel He 59D-watervliegtuigen op de Maas landden en zwaargewapende soldaten in rubber boten achterlieten, die bij verrassing de twee Maasbruggen veroverden. Hierop begaf hij zich naar de dichtstbijzijnde marinekazerne, waar hij het bevel over een afdeling ongeoefende marinetroepen op zich nam en het gevecht aanging met de Duitse parachutisten.
Na de Nederlandse capitulatie weigerde Douw van der Krap de erewoordverklaring aan de Duitsers op 14 juli 1940 te ondertekenen, waarop hij gevangen werd gezet in een krijgsgevangenkamp in Oflag VI A bij Soest (Duitsland) en vervolgens in Oflag VIII C bij Juliusburg. Tijdens het transport klom hij op het dak van de trein om er later af te springen, maar een motorrijder ontdekte hem. Nadat twee Nederlandse KNIL-officieren met succes uit Juliusburg wisten te ontsnappen, werd de overgebleven groep Nederlandse officieren, waaronder Douw van der Krap, voor straf overgeplaatst naar het beruchte kamp Oflag IV C bij Colditz. Hij probeerde hier te ontsnappen door zich buiten te verstoppen onder een laken dat hij had volgenaaid met dorre bladeren, maar hij werd ontdekt.
In 1943 werd de Nederlandse groep krijgsgevangenen vervolgens overgeplaatst naar Kamp Stanislau (tegenwoordig Ivano-Frankivsk in West-Oekraïne). Ze kwamen op 11 juni aan.

## Ontsnapping en verzetswerk
Tussen 1941 en 1943 ondernam hij dertien pogingen om aan zijn gevangenschap te ontsnappen, zijn veertiende poging begin december 1943 lukte. Met Frits Kruimink, bijgenaamd "Beer", maakte hij in 36 uren een tunnel. Op 5 december zagen ze daglicht. Na dagen door de koude te hebben gelopen, kocht Douw van der Krap met een 'Japans' persoonsbewijs twee treinkaartjes. Hij kwam in Warschau terecht, waar hij zich aansloot bij de Armia Krajowa (AK), de Poolse ondergrondse strijdkrachten.
De AK introduceerde hem bij Philips, waar vierduizend werknemers waren. In 1944 nam hij op verzoek van de leiding van de Philipsfabrieken aldaar de leiding op zich van de evacuatie van Philipswerknemers uit Polen naar Nederland.
In de zomer van 1944 dook de marineofficier Charles Douw van der Krap in Arnhem op. Hij was uit het krijgsgevangenkamp Stanislau in Polen ontsnapt en bij de Philipsfabriek aldaar terecht gekomen. Vanaf 1 augustus 1944 was hij getuige van de Opstand van Warschau. Philipsdirecteur Waterscheid gebood hem op 10 augustus de fabriek te ontmantelen. De machines gingen naar Oostenrijk, de Nederlandse staf en Douw werden geëvacueerd. Na de opstand in Warschau kwam hij samen met Philips-directeur Walterscheid in de auto van een zekere Bas Vermeulen, die ook hij Philips Polen werkte, naar Nederland. Deze Vermeulen bracht Douw van der Krap naar zijn broer, de kaashandelaar Cornelis (C.J.F.) Vermeulen op Karthuizerstraat 68 te Arnhem, waar hij onderdook.
Hij kreeg eenmaal de kans zijn dochtertje, dat hij alleen als pasgeboren baby kende, te zien. Douw van der Krap sloot zich aan bij het verzet te Oosterbeek en nam de naam Johannes Ludovicus van Ogtrop aan, tabaksplanter uit Indië. Hij nam deel aan de gevechten bij de Slag om Arnhem en had de leiding over een groep verzetsstrijders die de Britse troepen in en om Oosterbeek ondersteunden. Na het mislukken van de slag vluchtte hij met Britse troepen de Rijn over naar bevrijd gebied tijdens Operatie Pegasus. Na zijn ontsnapping werd hij in Nijmegen ondervraagd door majoor Airey Neave van de Britse inlichtingendienst. Neave was de eerste Britse krijgsgevangene die (samen met een Nederlander, Tony Luteijn) succesvol uit Colditz was ontsnapt. Eenmaal in Engeland werd hij ingedeeld bij de Britse marine. Hij werd als navigatieofficier geplaatst aan boord van het schip HMS Berwich, dat werd ingezet bij konvooibescherming.
In het voorjaar van 1945 ging Douw nog een paar maanden naar Indië, totdat op 15 augustus ook de Japanners door de knieën gingen.

## Na de oorlog
Na de Tweede Wereldoorlog maakte Douw van der Krap verder carrière bij de Koninklijke Marine, hij werd onder andere geplaatst op verschillende kruisers, als docent op het Koninklijk Instituut voor de Marine, en als eerste officier op Hr.Ms. kruiser "De Ruyter". Ook werd hij namens Nederland als adviseur uitgezonden naar Indonesië, waar hij hielp bij de opbouw van de Indonesische marine. In 1958 ging hij in de rang van Kapitein ter zee met pensioen. Voor zijn verdiensten tijdens de Tweede Wereldoorlog werd hij op 17 december 1949 onderscheiden als Ridder 4e Klasse in de Militaire Willems-Orde. Gedurende de jaren zeventig werkte hij als leraar wiskunde op de scholengemeenschap Dalton Voorburg. In 1981 publiceerde hij zijn memoires en in 1995 overleed hij in Wassenaar, 87 jaar oud.

## Onderscheiden
- Militaire Willems-Orde
- Bronzen Kruis[bron?]
- Bronzen Leeuw[bron?]
- Oorlogsherinneringskruis[1]